# Luiz Eduardo dos Santos Gonzaga
Luiz Eduardo dos Santos Gonzaga (21 de abril de 1990) es un futbolista brasileño que juega como delantero en el JEF United Chiba de la J2 League.
Jugó para clubes como el Bragantino, Figueirense, Kashiwa Reysol, Ventforet Kofu y Avispa Fukuoka.

## Trayectoria

### Clubes
| Club                    | País   | Año       |
| ----------------------- | ------ | --------- |
| Batatais F. C.          | Brasil | 2011      |
| Ferroviária             | Brasil | 2011      |
| Barretos E. C.          | Brasil | 2011      |
| Mogi Mirim E. C.        | Brasil | 2012-2013 |
| C. A. Linense           | Brasil | 2013      |
| C. A. Bragantino        | Brasil | 2013      |
| Figueirense F. C.       | Brasil | 2014-2016 |
| Kashiwa Reysol (cedido) | Japón  | 2014      |
| Ventforet Kofu          | Japón  | 2016-2020 |
| Avispa Fukuoka (cedido) | Japón  | 2018      |
| F. C. Machida Zelvia    | Japón  | 2021-2022 |
| F. C. Imabari           | Japón  | 2023      |
| JEF United Chiba        | Japón  | 2023-     |